# Brestov nad Laborcom
Brestov nad Laborcom este o comună slovacă, aflată în districtul Medzilaborce din regiunea Prešov, pe malul râului Laborec⁠(d). Localitatea se află la altitudinea de 215 m deasupra n.m., se întinde pe o suprafață de 6,04 km2 și în 2017 număra 105 locuitori.

## Istoric
Localitatea Brestov nad Laborcom este atestată documentar din 1434.

## Demografie
| An:                | 1994 | 2004    | 2014    | 2024    |
| ------------------ | ---- | ------- | ------- | ------- |
| Număr de persoane: | 90   | 68      | 105     | 130     |
| Diferență:         |      | −24,44% | +54,41% | +23,80% |

| An:                | 2023 | 2024   |
| ------------------ | ---- | ------ |
| Număr de persoane: | 127  | 130    |
| Diferență:         |      | +2,36% |